# Межигорская фаянсовая фабрика
Межигорская фаянсовая фабрика (Императорская Киево-Межигорская фаянсовая фабрика) — прекратившее существование промышленное предприятие в селе Межигорье Киевской губернии Российской империи.
Первая фаянсовая фабрика Российской империи. Старейшее предприятие по производству фарфоровых и фаянсовых изделий, созданное на территории в границах современной Украины.

## История
После обнаружения в 1796 году месторождения каолина на землях сгоревшего в 1787 году Межигорского Спасо-Преображенского монастыря, в 1798 году на территории монастыря по указу императора Павла I была основана фаянсовая фабрика, работниками которой стали приписные крестьяне из сёл Новые Петровцы и Валки и бывшие киевские мещане. На фабрике трудилось 380 крестьян. Фабрике принадлежали большие запасы высококачественных глин.
Основной продукцией предприятия являлась фаянсовая художественная посуда с рельефным орнаментом в виде виноградной лозы и повилики, покрытой жёлтой, зелёной, сиреневой, голубой или белой глазурью (чайные сервизы, столовая посуда и декоративные тарелки), но также изготавливались вазы, писанки и скульптурные изделия. Продукция предприятия пользовалась спросом на внутреннем и внешнем рынке, фабрика выполняла заказы для царских дворцов и резиденций, музея Севрского фарфорового завода и иных клиентов.
Первоначально, фабрика находилась в ведении Киевского магистрата.
В 1803 году фабрика по решению Министерства внутренних дел была передана в распоряжение губернатора Киева Петра Панкратьева. Из городской казны был выделен заём в 50 тысяч рублей, были приписаны казённые крестьяне. С 1812 года на предприятии трудилось более 300 работников. Ежегодно вырабатывалось фаянсовой посуды более чем на 100 тысяч рублей. С 1814 года продукция фабрики продавалась в Санкт-Петербурге.
В 1810 году на фабрике произошёл пожар. Последствия были настолько сильными, что производство было восстановлено лишь к 1815 году.
Для продажи продукции фабрики были открыти магазины, представители фабрики разъезжали по различным ярмаркам и продавали продукцию. Несмотря на наличие императорских заказов, предприятие было убыточным.
В 1822 году Межигорская фабрика была передана Императорскому кабинету, причём Киеву были возвращены все заёмные средства.
В 1826 году при фабрике открылась художественная школа.
Продукция фабрики успешно экспонировалась на выставках в Санкт-Петербурге (1833 г.) и в Москве (1835 г.).
В 1840-е годы фабрика начала изготавливать тарелки с сюжетными росписями и рельефными изображениями (в том числе, с портретами).
Так как Императорский фарфоровый завод и Киево-Межигорская фаянсовая фабрика подчинялись Кабинету, между двумя предприятиями была налажена связь. В 1843 году фаянсовую фабрику инспектировал директор ИФЗ Галямин. На основании проверки в 1844 году была проведена реорганизация и утверждён новый штат фабрики. С этого времени обе фабрики управлялись одним и тем же директором. Из-за того, что фабрики были удалены друг от друга, часть полномочий была отдана киевской администрации, но влияние со стороны Императорского фарфорового завода, особенно в плане художественной части, стало очень заметным. Под влиянием ИФЗ на Межигорской фабрике начали изготавливать фарфор из местного каолина.
Начавшийся в 1873 году экономический кризис осложнил положение предприятия, которое не выдержало конкуренции с продукцией иностранных производителей фарфора и в 1874 году фабрика была закрыта.
В 1884 году монастырь был восстановлен митрополитом Платоном, после чего находившаяся на территории монастыря фаянсовая фабрика была передана в ведение киевского епархиального начальства.

## Последующие события
В 1923 году на базе бывшей фабрики (оборудование которой частично сохранилось) был открыт Межигорский художественно-керамический техникум, готовивший специалистов для керамической и фарфоро-фаянсковой промышленности. В 1931 году техникум был реорганизован в художественно-керамический институт, который в 1931 году перевели в Киев и в 1954 году включили в виде факультета в состав Киевского политехнического института.

## Художественный стиль
На развитие стиля фабрики большое влияние оказали Христиан и Карл Вимеры, отправленные на производство по рекомендации князя Н. Б. Юсупова, возглавлявшего Императорский фарфоровый завод. Братья были опытными мастерами. Христиан ранее трудился модельмейстером на ИФЗ, а Карл был владельцем фарфорового завода, расположенного неподалёку от Петербурга. Вимеры доработали фаянсовую массу, сделав цвет более чистым. Во время их работы на фабрике выпускалось два вида фаянса — мраморный и белый.
После 1815 года на фабрике сформировался коллектив мастеров высокого уровня. Состав фаянсовой массы разрабатывали П. П. Беденко и И. И. Ермоленко, бывшие киевские мещане. Форму изделиям давал Христиан Вимер. К этому моменту на фабрике производился белый, мраморный и кремовый фаянс. За успехи Вимер и Ермоленко в 1825 году получили золотые медали «За полезное» на Анненской ленте.
Одним из первых заказных сервизов, изготовленных на фабрике, был сервиз с гербом атамана Платова. Русский военачальник, вернувшись из европейской кампании 1813—1814 годов, впечатлённый английским фаянсом, решил украсить своё поместье предметами декоративно-прикладного искусства. В 1814 году Платов получил титул графа. Так как рисунок был утверждён в департаменте герольдии лишь в 1816 году, сервиз был закончен лишь в это время. Сервиз был декорирован в технике печатного рисунка, на тот момент считавшейся новой. Форма сохранившихся тарелок повторяет английские образцы фаянса того же периода.
Печатные рисунки наносились на изделия со специальных клише, изготавливавшихся граверами в Санкт-Петербурге. После 1826 года на фабрике трудился гравер Д. И. Степанов. В 1826 году начал преподавать гравировку на заводской фабрике. Рисунки этого мастера были максимально приближены к английским образцам. Одной из известных его работ стал рисунок «Фрина и Амур» с мифологическим сюжетом, которое встречается на тарелках и кашпо.
Многие изделия фабрики имеют клеймо «КИЕВЪ» и цифры.

## Галерея
- Подставка для салфеток, 1835 г., Императорская Киево-Межигорская фаянсовая фабрика. Национальный музей истории Украины, Киев
- Тарелка, серед. XIX в., Императорская Киево-Межигорская фаянсовая фабрика. Национальный музей истории Украины, Киев
- Ваза для фруктов с изображением родового герба рода Милорадовичей, 1839 г. Императорская Киево-Межигорская фаянсовая фабрика. Национальный музей истории Украины, Киев
- Одни из первых экспонатов Киевского городского музея древностей и искусств — распятие, лампадки. Императорская Киево-Межигорская фаянсовая фабрика, 1850-е гг. Национальный музей истории Украины, Киев